# Lipiany
Lipiany è un comune urbano-rurale polacco del distretto di Pyrzyce, nel voivodato della Pomerania Occidentale.
Ricopre una superficie di 94,62 km² e nel 2005 contava 6 300 abitanti.